# 우신운수
우신운수(宇信運輸)는 서울특별시 서초구 과천대로 796 (방배동)에 있는 서울특별시의 시내버스 회사이다.

## 우신운수 회사 연혁

### 1960년대~1980년대
- 1966년 1월 18일: 서울특별시 성북구 창동 665-4번지(현 도봉구 관할)에서 영진교통(永進交通)으로 설립, 11번 급행버스 노선 운행
- 1979년 12월 13일: 사명을 영진교통(永進交通)에서 우신운수(宇信運輸)로 변경
- 1980년: 서울버스에서 567-2번 버스를 인수한 후 567번으로 번호 계통 변경
- 1984년: 본사 및 차고지를 도봉구 창동 665-4번지에서 강남구 방배동 2922번지(현 서초구 관할)로 이전하였다. 567번 버스가 서울대공원에 임시 운행, 7번과 567-1번 신설
- 1987년: 대진운수 (현 대진여객)로부터 86번, 810번 인수

### 1990년대~2004년 서울특별시 버스 개편이전
- 1990년: 7-1번, 7-2번을 한성버스 (현 흥안운수)에 매각, 범양여객(훗날 선진여객, 현 선진운수)에서 146-1번을 인수와 동시에 풍납동 차고지 개설, 좌석버스 567-1번 신설
- 1995년 11월 15일: 서울승합과 공동배차로 지역 순환버스 420번을 신설하였다.
- 1996년 4월 18일: 본점을 서울특별시 서초구 방배동 2922로 이전.
- 1996년: 420번 지역 순환버스 서울승합 인가댓수를 전부 흡수.
- 1996년 10월 16일: 지하철 7호선 장암 ~ 건대입구 구간 노선 개통으로 567번 버스 운행에 치명타 날벼락 맞음

(지하철 개통 전 출퇴근 시간대에 567 버스와 567-1 좌석버스를 집중 배차 하였음에도 차량 혼잡도 매우 심각하였으나 지하철 개통 후 승객 감소가 현실화되었다.)
- 1998년: 도시형버스 146-1번이 폐선과 동시에 146-1번 폐선으로 인해 잉여차량을 선일교통에 매각하였다.
- 1999년: 서울승합에서 568번 인수, 구간을 천호역까지 단축. / 한성교통 (현 보광교통) (59번, 74번) 인수, 계열사 편입
- 2000년: 우신버스를 인수하여 계열사로 편입
- 2000년 5월 16일: 본점을 서울특별시 중랑구 신내2동 650으로 이전.(현 신내6단지아파트)[1]
- 2000년 9월 15일: 본점을 서울특별시 중랑구 신내동 660 신내아파트상가동 207호로 이전.
- 2001년: 568번 도시형버스, 서울시 적자 노선 입찰제 선정
- 2001년 1월 16일: 옛 본점인 서울특별시 도봉구 창동 665-4에 지점 설치.
- 2002년: 매연이 없는 무공해 천연가스버스 도입 (우신운수 567번, 우신버스 104-1번)
- 2003년: 우신교통(현 보광교통)<59번 (현 7018번, 현재는 서부운수에서 운행 중), 74번 (현 7021번)>을 선진그룹에 매각,[2] 568번 도시형버스 노선 폐선
- 2004년 3월 18일: 본사를 현 위치인 서울특별시 서초구 과천대로 796 (방배동)으로 재이전.

### 2004년 서울특별시 버스 개편이후
- 2004년 7월 1일: 2004년 서울특별시 버스 개편으로 인하여 도시형버스 567번에서 지선버스 4212번으로, 도시형버스 567-1번에서 지선버스 4418번으로, 도시형버스 420번에서 지선버스 3312번으로 변경 및 지선버스 3316번, 4011번 노선 신설
- 2005년 5월 19일: 지선버스 3316번 폐선
- 2005년 5월 26일: 지선버스 4011번 폐선
- 2007년 6월 12일: 지선버스 3312번과 4418번을 통폐합하여 4318번으로 변경되며, 운행루트는 남태령역 ~ 천호역으로 변경
- 2007년 6월 25일: 맞춤버스 8431번 신설
- 2009년 6월 20일: 우신운수 지선버스 4212번 신내역 - 군자역 구간 단축 및 지선버스 4319번 신설 (우신버스와 공동 배차)[3]
- 2009년 7월 11일: 맞춤버스 8431번 폐선
- 2011년 4월 23일: 맞춤버스 8340번 신설 (도선여객, 신흥기업과 공동 배차)
- 2011년 8월 25일: 지선버스 4212번의 종점이 군자역에서 중곡역으로 연장
- 2013년 9월 13일: 심야버스 N40번 개통 (사당동 - 고속터미널 - 서울역)
- 2013년 12월 12일: N40번 노선 변경 (사당동 - 신림역 - 노량진 - 종로2가)
- 2014년 11월 17일: 심야버스 N40번을 동아운수 소속 심야버스 N10번과 통합 및 종점을 종로2가에서 우이동으로 연장과 동시에 노선번호도 N15번으로 변경 및 동아운수와 공동배차로 운행개시
- 2024년 6월 1일: 풍납영업소 차량이 모두 본사방배동 이동되어 통합된다.

## 운행 노선
2023년 5월 13일 기준이다.
| 운행노선     | 운행구간          | 운행구간 | 운행구간           | 배차간격 (분) | 인가 대수 | 비고                                                |
| ------------ | ----------------- | -------- | ------------------ | ------------- | --------- | --------------------------------------------------- |
| 4212번       | 사당동            | ↔        | 중곡3동            | 6~12          | 30        | 구 567번 단축                                       |
| 4318번       | 방배동            | ↔        | 풍납동한가람아파트 | 5~10          | 36        | 3312번, 4418번 노선 통합                            |
| 4319번       | 전원마을          | ↔        | 잠실역             | 6~15          | 19        | 구 288-1번 변경.                                    |
| N15번        | 우이동성원아파트  | ↔        | 전원마을           | 40~45분, 6회  | 4         | 구 N10, N40번 통합. 동아운수와 공동배차로 운행한다. |
| 서울07출근번 | 양재역            | →        | 판교제2테크노밸리  | 1일 4회       | 2         | 2024년 5월 7일 신설 삼성여객과 공동배차로 운행한다. |
| 서울07퇴근번 | 판교제2테크노밸리 | →        | 양재역             | 1일 2회       | 2         | 2024년 6월 10일 신설                                |

## 이전 보유 노선

### 개편전 노선
- 86번: 사당동 - 면목동. (1987년 대진운수 (현.대진여객)에서 인수, 폐선 몇 달 전엔 사당동 - 고속터미널역간 노선으로 단축 운행 이후 1991년 5월 1일 폐지.)
- 146-1번: 풍남동 ↔ 잠실역 ↔ 왕십리《1990년 범양여객(훗날 선진여객, 현 선진운수)에서 도시형버스 146번(수색동 ↔ 풍납동)이 146번(수색동 ↔ 왕십리)과 146-1번(왕십리 ↔ 풍납동)으로 분리하면서 인수. 1998년 폐지.》
- 810번: 과천시 서울대공원 - 남태령역 - 사당역 - 이수역. (1985년 신설. 1994년 과천선 연장으로 폐지. ※ 이 노선은 구 삼원여객, 우신버스 등과 공동배차 운행하였다.)

### 개편후 노선
| 운행노선 | 운행구간     | 운행구간 | 운행구간        | 비고 |
| -------- | ------------ | -------- | --------------- | --- |
| N40번    | 남태령역     | ↔        | 서울역, 종로2가 | 2014년 11월 17일 N10번과 통합되어 N15번으로 변경                                                                                  |
| 3312번   | 신천역       | ↔        | 천호역          | 구 420번. 2007년 6월 15일 4318번으로 노선 통합                                                                                    |
| 3316번   | 잠실역       | ↔        | 천호역          | 구 555-2번. 2005년 5월 19일 폐선. 송파상운 3316번과는 전혀 무관한 노선                                                            |
| 4011번   | 남태령역     | ↔        | 용산역          | 2005년 5월 26일 폐선 |
| 4418번   | 남태령역     | ↔        | 삼성역          | 구 567-1번 단축. 2007년 6월 11일 4318번으로 노선 통합                                                                             |
| 8340번   | 반포한강공원 | ↔        | 한강공원        | 도선여객, 신흥운수와 공동배차로 운행되었다. 2011년 11월 7일 임시로 운행이 중단되었으나 서울특별시 정책에 의해 2012년 3월 2일 폐선 |
| 8431번   | 남태령역     | ↔        | 천호역          | 2009년 7월 11일 폐선 |

## 사업장 현황
- 본사 : 서울특별시 서초구 서초대로 796 (방배동)
- 영업소 : 서울특별시 강동구 한가람로 437 (풍납동) 철수

## 차량
- 현대자동차: 뉴 슈퍼 에어로시티 저상 뉴 슈퍼 에어로시티, 일렉시티

## 같이 보기
- 우신버스